# Stazione meteorologica di Posticciola
La stazione meteorologica di Posticciola è la stazione meteorologica di riferimento relativa all'omonima località del territorio comunale di Rocca Sinibalda.

## Coordinate geografiche
La stazione meteorologica si trova nell'Italia centrale, nel Lazio, in provincia di Rieti, nel comune di Rocca Sinibalda, in località Posticciola, a 540 metri s.l.m. alle coordinate geografiche 42°15′N 12°56′E.

## Dati climatologici
Secondo i dati medi del trentennio 1961-1990, la temperatura media del mese più freddo, gennaio, è di +4,0 °C, mentre quella del mese più caldo, agosto, si attesta a +22,5 °C .
| Posticciola        | Mesi | Mesi | Mesi | Mesi | Mesi | Mesi | Mesi | Mesi | Mesi | Mesi | Mesi | Mesi | Stagioni | Stagioni | Stagioni | Stagioni | Anno |
| Posticciola        | Gen  | Feb  | Mar  | Apr  | Mag  | Giu  | Lug  | Ago  | Set  | Ott  | Nov  | Dic  | Inv      | Pri      | Est      | Aut      | Anno |
| ------------------ | ---- | ---- | ---- | ---- | ---- | ---- | ---- | ---- | ---- | ---- | ---- | ---- | -------- | -------- | -------- | -------- | ---- |
| T. max. media (°C) | 7,2  | 8,3  | 11,5 | 15,4 | 20,3 | 24,9 | 28,9 | 29,3 | 24,4 | 18,5 | 13,1 | 9,1  | 8,2      | 15,7     | 27,7     | 18,7     | 17,6 |
| T. min. media (°C) | 0,8  | 1,0  | 3,1  | 6,4  | 9,9  | 13,6 | 15,7 | 15,8 | 13,1 | 9,2  | 6,1  | 2,5  | 1,4      | 6,5      | 15,0     | 9,5      | 8,1  |